# 8 플로라
8 플로라(8 Flora)는 소행성대의 소행성 중 하나이다. 149 메두사가 발견되기 전까지는 태양으로부터 가장 가까운 거리에 있는 소행성이였다. 8 플로라의 충에서의 평균 겉보기 등급은 +8.7 등급으로 7번째로 밝은 소행성이다. 또 근일점 근처에서는 +7.9 등급까지 올라간다. 플로라는 아주 뜨거운 잔여 핵과, 후에 분화된 미행성일 것이다.

## 발견과 명명
플로라는 1847년 10월 18일, 하인드가 발견했는데, 그가 두 번째로 발견한 소행성이다.(첫 번째는 7 이리스)
플로라라는 이름은 존 허셀이 제안했다. 이 이름은 로마의 꽃의 여신의 이름에서 따왔다.

## 특징
광도 곡선의 해석으로 플로라의 극점이 황도 좌표 10°의 오차로 (β, λ) = (16°, 160°)를 가리킨다. 이는 자전축 기울기이 78°임을 의미한다.
플로라는 플로라 군 소행성들의 주체이다. 플로라는 군 질량의 80%를 차지한다. 당연히, 충돌에 의하여 생겨났다.
플로라의 스펙트럼으로 표면이 규산염의 암석과 니켈-철로 이루어져 있음을 알 수 있다. 플로라와 플로라 군은 L형 콘드라이트 운석으로 이루어져 있다. 이런 운석은 지구를 때리는 운석의 38%를 차지한다.

## 주목할 만한 사실
1917년 3월 25일, 관측 도중 플로라는 사자자리 TU로 잘못알려졌기에, 1917년 2월 13일, 플로라는 정상보다 40일 일찍 충에 위치했다. 이 착각은 1995년 알려졌다.
영화 〈감마 3호 우주대작전〉에서는 플로라가 궤도를 이탈해 지구와 충돌하는 궤도에 놓인다.